# Ponaschemu
Das Ponaschemu (deutsch auf unsere Art) ist eine „Zwischensprache“ in der Niederlausitz mit niedersorbischen (wendischen) und deutschen Elementen.
Die Sprache wurde verbreitet bis in die 1950er Jahre hinein benutzt. Das Ponaschemu wurde vorwiegend in Dörfern gesprochen (vor allem im Spreewald), in denen Sorben (Wenden) und Deutsche zusammen wohnten. In Kleinstädten und Cottbus wurde diese Mischsprache kaum benutzt, sondern von der urbanisierten Bevölkerung eher belächelt. Heute wird Ponaschemu kaum noch verwendet, da sich die Bewohner der damals zweisprachigen Dörfer vorwiegend ins Deutsche assimilierten.
Sprachwissenschaftlich betrachtet ist das Ponaschemu keine Mischsprache, also die Kombination von genau zwei Sprachen, die in dieser Form von Kindern erworben wurde bzw. wird. Es handelt sich vielmehr um ein Code-Mixing und/oder Code-Switching der späteren zweisprachigen Generation innerhalb der wendischen Sprechergemeinschaft. Zunächst war das Wendische dominant und wurde durch den Niederlausitzer Dialekt des Deutschen beeinflusst. Später wurde das Berlinische dominant, das dann mit wendischen Elementen durchsetzt wurde und wird. Reste der Niederlausitzer Mundart bleiben durchaus bestehen.

## Beispiel
Kinderreim aus dem Jahre 1890 von Wilibald von Schulenburg aufgezeichnet (Spreewald), auch in Jänschwalde/Janšojce bekannt.
- Morgenrot, swinja tot. Škla grochow, zwerjcha knochow. Šklicka rajsa, zwerjcha šajsa.
- „Morgenrot, Schweine tot. Schüssel Erbsen, oben Knochen. Schüssel Reis, oben Scheiß.“